# Copenaghen Open 1973
Il Copenaghen Open 1973 è stato un torneo di tennis giocato sul sintetico indoor. È stata la 1ª edizione del Copenaghen Open che fa parte del World Championship Tennis 1973. Il torneo si è giocato a Copenaghen in Danimarca dal 12 al 18 febbraio 1973.

## Campioni

### Singolare maschile
Roger Taylor ha battuto in finale  Marty Riessen con il punteggio di 6–2, 6–3, 7–6

### Doppio maschile
Tom Gorman /  Erik Van Dillen hanno battuto in finale  Mark Cox /  Graham Stilwell con il punteggio di 6–4, 6–4